# Nienke Kingma
Nienke Kingma (ur. 12 lutego 1982 w Driebergen-Rijsenburg) – holenderska wioślarka.

## Osiągnięcia
- Mistrzostwa Świata – Eton 2006 – czwórka bez sternika – 5. miejsce[1].
- Mistrzostwa Świata – Monachium 2007 – dwójka bez sternika – 9. miejsce[1].
- Igrzyska Olimpijskie – Pekin 2008 – ósemka – 2. miejsce[1].
- Mistrzostwa Świata – Poznań 2009 – czwórka bez sternika – 1. miejsce[1].
- Mistrzostwa Świata – Poznań 2009 – ósemka – 3. miejsce[1].
- Mistrzostwa Europy – Montemor-o-Velho 2010 – ósemka – 2. miejsce[1].